# Veche

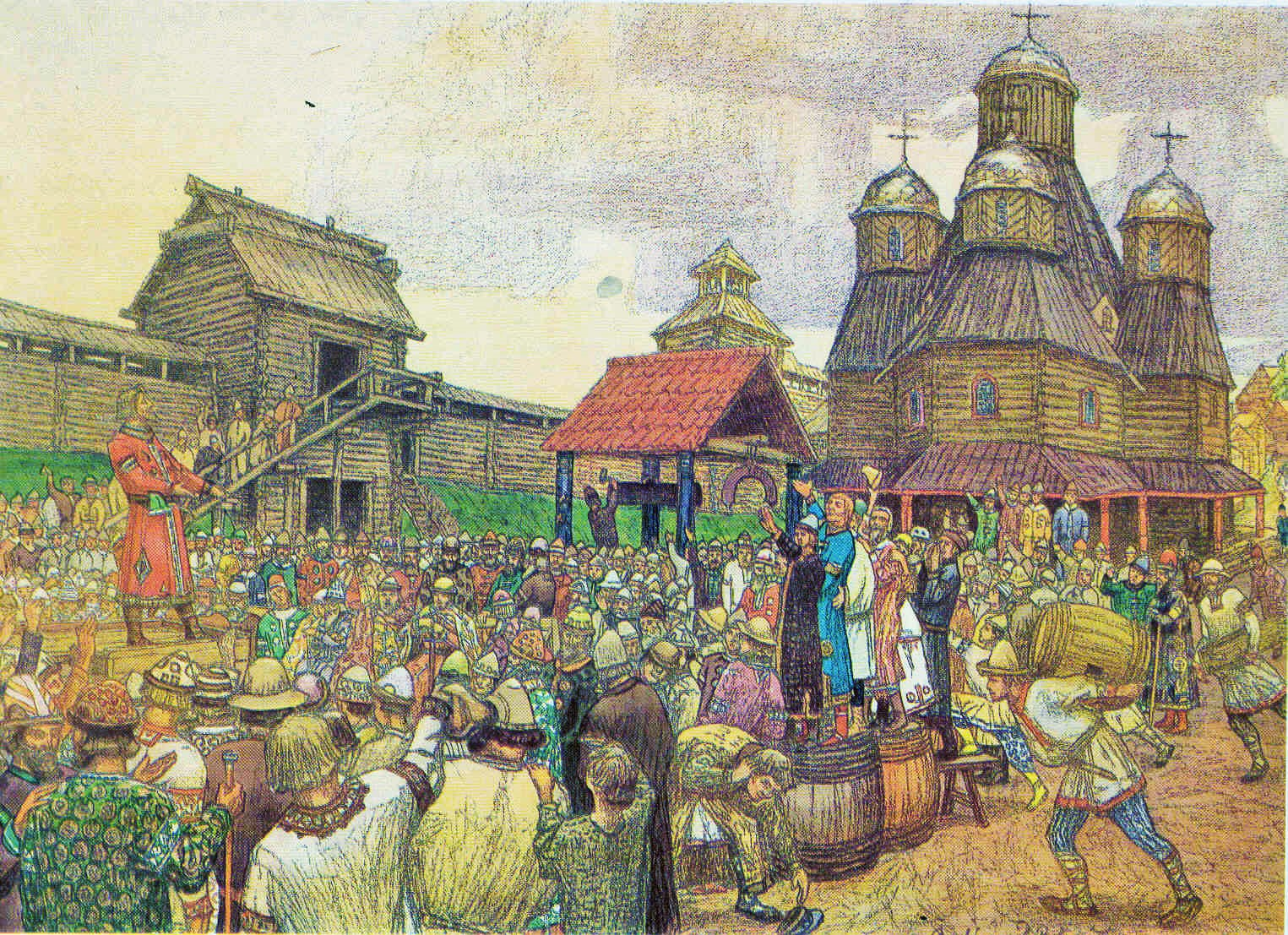
El veche de Pskov, de Apolinari Vasnetsov.

Veche (del ruso: вече), en polaco: wiec en ucraniano: віче, fue una asamblea popular de los pueblos eslavos de la época medieval, a menudo comparado con los parlamentos. El veche también puede ser comparada con la ekklesía de Atenas y otras polis de la antigua Grecia.
La palabra "veche/wiec" deriva de la raíz proto-eslava *vēt-, cuyo significado es "consejo" o "hablar". La derivación semántica que da el significado a la palabra es paralela a la de la palabra "parlamento".

## Rus de Kiev
Se cree que el veche de los eslavos orientales se originó en las asambleas tribales de Europa del Este, es decir, antes de la Rus' de Kiev. No está claro si tuvo un desarrollo totalmente eslavo o si se basó en el modelo de la Thing varega.
Las primeras menciones a la veche en crónicas de Europa Oriental aparecen en 997 en Bélgorod Kíevski, en 1016 en la República de Nóvgorod y en 1068 en Kiev. Las asambleas discutían cuestiones de guerra y de paz, adoptaban leyes e instaban y expulsaban líderes. En Kiev, el veche se convocaba frente a la catedral de Santa Sofía de Kiev.
En Ucrania las viche de las ciudades eran simplemente reuniones de los miembros de la comunidad para informar a todos eventos importantes (vich-na-vich, ojo a ojo), y llegar a una planificación colectiva para el futuro cercano.

## Repúblicas de Nóvgorod y Pskov

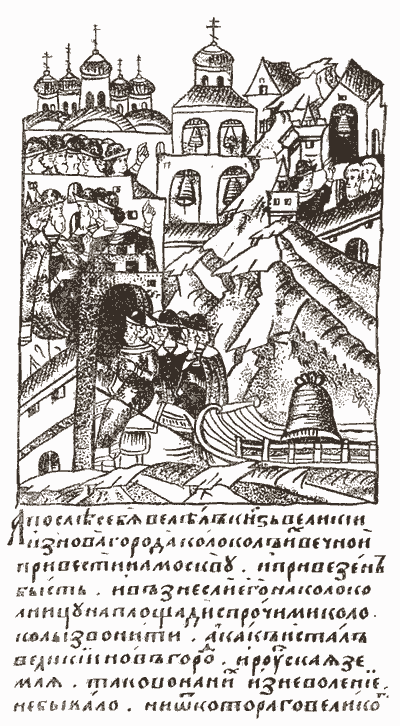
Remoción de la campana del Veche de Nóvgorod a Moscú en 1478.

El veche era la más alta autoridad judicial y poder legislativo en la República de Nóvgorod hasta 1478, cuando la ciudad fue conquistada por el Gran Príncipe Iván III (1462-1505). Su "hermano menor", Pskov, continuó con las veches hasta 1510, cuando la ciudad fue tomada por el Gran Príncipe Basilio III (1505-1533).
La erudición tradicional argumenta que una serie de reformas en 1410 transformaron el veche en algo similar a las asambleas públicas de Venecia; se convirtió en la Cámara de los comunes o cámara baja del parlamento. Un superior concilio de Señores (sovet gospod) parecido a un Senado también fue creado, con la incorporación de títulos a los antiguos magistrados (posádniki y týsiatski). Algunas fuentes indican que estos miembros del veche se convirtieron en magistrados de tiempo completo, y que los diputados del parlamento ahora eran llamados véchniki. Algunos de los académicos actuales ponen a esta interpretación en duda.
Es posible que la asamblea de Nóvgorod fuera convocada por alguien que tocaba una campana, aunque en el procedimiento común esto podría haber sido más complejo. Toda la población de la ciudad - boyardos, comerciantes y ciudadanos comunes - se reunía entonces en la corte de Yaroslav, o enfrente de la Catedral de Santa Sofía de Nóvgorod (esta última llamada Vladýchnoe veche - "el veche del Arzobispo" - siendo que la asamblea se convocaba enfrente a la catedral). La campana de las veches era un símbolo de la soberanía y libertad de la República, y por este motivo Iván III llevó la campana del veche a Moscú cuando tomó el control de Nóvgorod, para demostrar que la antigua soberanía de la ciudad había sido anulada.
Asambleas separadas podían celebrarse en los municipios (kontsý) o "finales" de Nóvgorod. El veche de la República de Pskov se reunía en la corte de la Catedral de la Trinidad de Pskov.

## Polonia

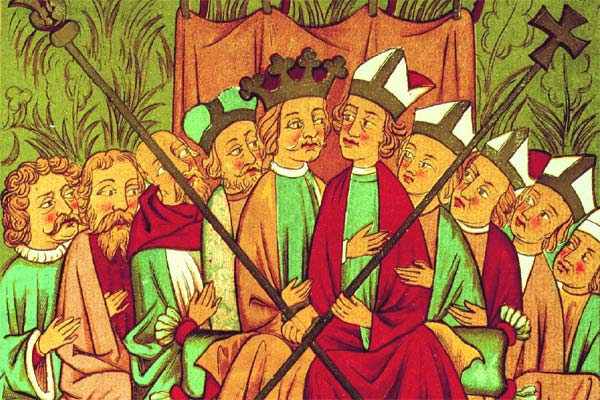
Una wiec durante el reinado de Casimiro III (quien reinó desde 1333 hasta 1370).

Según las crónicas de Gallus Anonymus, el legendario primer líder de Polonia, Siemowit, fue elegido por una wiec. La idea de wiec derivó en 1182 como el parlamento polaco denominado Sejm.